# Drive
Drive је песма групе Карс из 1984. године. Трећи је сингл са албума Heartbeat City и њихов највећи међународни хит.
Drive је балада, има стабилан ритам и лепу умирујућу мелодију.
Написао је Рик Окасек и продуцирао Џон Роберт Ланге, вокал је басиста Бенџамин Ор.
Најбоље је рангирана песма Карса на топ листама у Сједињеним Америчким Државама. Била је број три на Билборд хот 100 листи. На листи Adult Contemporary, песма достиже до броја један. Број пет је у Великој Британији на UK Singles Chart, док је број четири у Западној Немачкој и број шест у Канади. Коришћена је у оквиру концерта Лајв ејд 1985. као позадинска музика за монтажу клипова који указују на сиромаштво у Африци.
Музички спот је режирао глумац Тимоти Хатон, а у њему се појављује модел Полина Поришкова, која се касније удала за Рика Окасека.

## Песме
7" сингл
1. Drive
2. Stranger Eyes[8]

12" сингл
1. Drive
2. My Best Friend's Girl
3. Stranger Eyes[9]

## Позиција на листама
| Chart (1984)                            | Позиција |
| --------------------------------------- | -------- |
| Austrian Singles Chart                  | 8        |
| Canadian RPM 100                        | 2        |
| Dutch Singles Chart                     | 12       |
| Irish Singles Chart                     | 3        |
| Norwegian Singles Chart                 | 9        |
| New Zealand Singles Chart               | 5        |
| Swedish Singles Chart                   | 15       |
| Swiss Singles Chart                     | 3        |
| UK Singles Chart                        | 4        |
| US Billboard Hot 100                    | 3        |
| US Billboard Hot Adult Contemporary     | 1        |
| US Billboard Hot Mainstream Rock Tracks | 9        |